# Against Malaria Foundation
Against Malaria Foundation (AMF) ou fondation contre le paludisme en français est une association caritative basée au Royaume-Uni qui fournit aux populations à haut risque face au paludisme des moustiquaires imprégnées d'insecticide longue durée (MILD). La fondation intervient principalement en Afrique subsaharienne. Depuis sa création en 2004, elle a ainsi distribué plus de 340 millions de moustiquaires.  
Les moustiquaires sont distribuées grâce à des partenariats avec des organisations telles que la Croix-Rouge internationale ou le Malaria Consortium. Les distributions s'accompagnent également de démonstrations d'utilisation et d'une sensibilisation de la population locale aux mécanismes de transmission le paludisme. AMF documente son action au moyen de rapports, photos et vidéos. Des contrôles post-distribution sont effectués par des organisations indépendantes pour évaluer l'utilisation du matériel distribué et son état, typiquement 9, 18 et 27 mois après la distribution des moustiquaires.  
AMF est l'une des quatre associations caritatives recommandées par l'évaluateur GiveWell en 2024. Selon GiveWell, AMF dépense environ 5 dollars américains par moustiquaire distribuée et le coût moyen par vie épargnée est d'environ 5500 dollars,.  
La fondation est gérée conjointement par 8 administrateurs et un comité consultatif d'experts internationaux. Les dons à AMF sont déductibles des impôts en France, au Royaume-Uni, aux États-Unis, en Allemagne, au Canada, au Japon et dans plusieurs autres pays. Pour certains autres pays d'Europe comme la Belgique ou le Luxembourg, il est également possible de bénéficier d'une déduction fiscale grâce au réseau européen transnational de dons (Transnational Giving Europe). 

## Histoire
AMF est née à l'occasion d'une collecte de fonds rassemblant des nageurs, le World Swim Against Malaria soutenu par Rob Mather. Le consultant en stratégie londonien avait initialement levé des fonds pour une fillette de deux ans gravement brûlée dans l'incendie de sa maison, avant d'étendre son action à la lutter contre le paludisme.  
En 2012, l'AMF a renoncé à certaines de ses distributions en raison de problèmes d'insécurité au Mali et d'un manque de transparence de partenaires potentiels au Malawi et au Togo. 
En mai 2016, l'AMF a commencé à accepter les dons en Bitcoins.  
GiveWell considère qu'AMF a un haut rapport coût-efficacité, ce qui signifie que l'organisation sauve un grand nombre de vies pour un faible coût,. 

## Partenaires et mécènes
L'AMF est soutenue par plus de 100 entreprises. Ses principaux mécènes sont PwC, Citigroup, Speedo, Microsoft, Allen & Overy, Attenda, Vestergaard Frandsen et Sumitomo Chemical. Speedo a commencé à soutenir l'AMF dès ses débuts lors du World Swim Against Malaria et continue de collecter des fonds pour les moustiquaires lors d'événements de natation. 
Les principaux partenaires de distribution de l'AMF sont la Croix-Rouge, Population Services International, le Malaria Consortium, Partners In Health, World Vision et Concern Universal. Au total, soixante organismes collectent des fonds pour les moustiquaires en utilisant leur propre site Web ou celui de l'AMF. 